# Kazimierz Zdziechowski
Kazimierz Zdziechowski, znany pod pseudonimami Władysław Zdora, Władysław Mouner (ur. 14 marca 1878 w Rakowie, zm. 4 sierpnia 1942 w Auschwitz) – polski ziemianin (h. Rawicz), prozaik, publicysta, krytyk literacki i nowelista.

## Życiorys
Był synem Edmunda Zdziechowskiego i Heleny Pułjanowskiej, bratem Mariana Zdziechowskiego, slawisty, filozofa kultury i publicysty. Urodził się 14 marca 1878 w miejscowości Raków koło Mińska Litewskiego. Ukończył prawo na Uniwersytecie Moskiewskim. Następnie zarządzał majątkiem rodzinnym w Rakowie. W 1896 r. rozpoczął działalność pisarską, publicystyczną i jako krytyk literacki. Publikował w Krakowskim Przeglądzie Literackim. W roku 1922 przeniósł się do majątku w Słaboszewku. Po wybuchu II wojny światowej Zdziechowski wraz z rodziną przeniósł się do siostry swojej żony Amelii, do Jedlicza pod Krosnem, odbywając podróż przez Wilno, Worokomle, Lublin i Kraków. Zdziechowski został aresztowany w lutym 1942 przez Gestapo z powodu udzielenia schronienia członkom ruchu oporu z Krakowa. Zdziechowski został zamordowany 4 sierpnia 1942 roku w niemieckim obozie koncentracyjnym Auschwitz.

## Twórczość
- Fuimus, 1900
- Przemiany  T. 1, 1906
- Przemiany T. 2, 1906
- Łuna T. 1, 1910
- Łuna T. 2, 1910
- Opoka, 1912
- Kresy, 1917
- Przegrana, 1921
- Zbrodnia, 1922
- Podzwonne, 1933